# Дроздово (Торопецкий район)
Дроздово — деревня в Торопецком районе Тверской области России. Входит в состав Плоскошского сельского поселения.

## География
Деревня расположена в центральной части района. Находится на левом берегу реки Серёжа.
Уличная сеть не развита.

### Географическое положение
Расстояния (по автодорогам):
- До районного центра, города Торопец — 55 км
- До центра сельского поселения, посёлка Плоскошь — 15 км
- До ближайшего населённого пункта, деревни Бончарово — 1,5 км

### Климат
Деревня, как и весь район, относится к умеренному поясу северного полушария и находится в области переходного климата от океанического к материковому. Лето с температурным режимом +15…+20 °С (днём +20…+25 °С), зима умеренно-морозная −10…−15 °С; при вторжении арктических воздушных масс до −30…-40 °С.

## История
На топографической карте Фёдора Шуберта 1867—1906 годов обозначена деревня Дроздова. Имела 4 двора.
На карте РККА 1923—1941 годов обозначена деревня Дроздова. Имела 15 дворов.

## Население
| 2010 |
| ---- |
| 7    |

Население по переписи 2002 года — 9 человек.

### Национальный состав
Согласно результатам переписи 2002 года, в национальной структуре населения русские составляли 100 % от жителей.

## Инфраструктура
Личное подсобное хозяйство. Почтовое отделение, расположенное в дер.  Захоломье, обслуживает в деревне Дроздово 44 домовладения.

## Транспорт
Просёлочная дорога. 